# Peperomia ibiramana
Peperomia ibiramana är en pepparväxtart som beskrevs av Truman George Yuncker. Peperomia ibiramana ingår i släktet peperomior, och familjen pepparväxter. Inga underarter finns listade i Catalogue of Life.